# HŠK Concordia Zagreb
L'HŠK Concordia fou un club croat de futbol de la ciutat de Zagreb.

## Història
El club va ser fundat com Srednjoškolski športski klub el 1911. Acabada la Primera Guerra Mundial, s'uní al HŠK Viktorije, creant el Concordia-Viktorija (ràpidament reanomenat Concordia).
L'any 1921 finalitzà la construcció de l'estadi de Tratinska cesta (actual estadi Kranjčevićeva), aleshores el més gran de Zagreb.
Entre els jugadors més destacats del club destacaren Ivo Pavelić, Dragutin Babić, Ivan Belošević, Zvonko Jazbec, Zvonimir Monsider, Slavko Pavletić, Slavko Kodrnja i Karlo Muradori. Disputà tant la lliga iugoslava com la croata. El 1945 fou reanomenat Zeleni 1906. El tercer uniforme verd del NK Zagreb és en honor del Concordia, i l'antic estadi d'aquest és l'actual estadi del NK Zagreb.
A més del futbol, el club tenia seccions d'atletisme, esquí, hoquei herba i tennis taula.

## Palmarès
- 2 Lliga iugoslava de futbol: 1930, 1932.
- 1 Lliga croata de futbol: 1942.

## Presidents
- E. Rosmanith (1906-11)
- J. Reberski (1912-22)
- R. Rosmanith (1923)
- M. Pajnić (1924)
- M. Bosnić (1925-32)
- L. Thaller (1933-40)